# San Martín de Zula
San Martín de Zula es una localidad del estado mexicano de Jalisco. Es parte del municipio de Ocotlán.

## Toponimia
El nombre «San Martín» hace referencia al santo patrono de la localidad: Martín de Tours.

## Demografía
| Gráfica de evolución demográfica |
|                                  |

| Censo | Población |
| ----- | --------- |
| 1900  | 570       |
| 1910  | 504       |
| 1921  | 609       |
| 1930  | 545       |
| 1940  | 798       |
| 1950  | 687       |
| 1960  | 1 099     |
| 1970  | 1 362     |
| 1980  | 1 140     |
| 1990  | 1 639     |
| 2000  | 2 032     |
| 2010  | 2 428     |
| 2020  | 2 654     |